# Верхнє Юлдашево
Верхнє Юлда́шево (рос. Верхнее Юлдашево, башк. Үрге Юлдаш) — присілок у складі Ілішевського району Башкортостану, Росія. Входить до складу Ябалаковської сільської ради.
Населення — 216 осіб (2010; 251 у 2002).
Національний склад:
- башкири — 96 %